# (37511) 3303 T-2
3303 T-2 (asteroide 37511) é um asteroide da cintura principal. Possui uma excentricidade de 0.18463710 e uma inclinação de 2.99111º.
Este asteroide foi descoberto no dia 30 de setembro de 1973 por Cornelis Johannes van Houten e Ingrid van Houten-Groeneveld e Tom Gehrels em Palomar.